# Наталинци
Наталинци је село у општини Топола, у Шумадијском округу. Према попису из 2002. било је 843 становника (према попису из 1991. било је 924 становника). Према резултатима пописа 2011. године, у Наталинцима живи 655 становника, што је процентуално пад од 19% у односу на попис из 2002. године. Према попису из 2022. има 517 становника.

## Име и историја села
Наталинци су Указом краља 21. јануара 1881. године добили статус варошице и овим Указом је промењен стари назив насеља  који је био Ново Село. Садашње име место је добило по краљици Наталији Обреновић. Пре Другог светског рата Наталинци су били један од већих занатских центара у Шумадији. О томе сведоче и данас многобројни излози који се налазе у главној улици. Уочи Првог светског рата у Наталинцима је било 136 занатлија. Село је било, а и данас је, локални центар коме гравитирају околна села, Сараново, Шуме, Клока, Јунковац и Сепци.
У Наталинцима је рођен народни херој Милан Благојевић Шпанац, ту постоје Кућа народног хероја Милана Благојевића и Спомен-парк у Наталинцима.
Овде се налази Црква Светих Константина и Јелене. Споменик изгинулим борцима ратова 1912-18. освећен је 19. септембра 1937.

## Географски положај
Наталинци се налазе у Шумадијском округу, 10 km источно од Тополе, у истоименој општини. Већи део насеља је смештен на левој обали реке Јасенице. Има повољан географски положај и добру путну повезаност са околним општинским местима, Смедеревска Паланка (19 km) и Рача (17 km). Од културно-историјских споменика у близини Наталинаца треба издвојити: Опленац (10 km), Покајницу (28 km), Вишевац - родно место Карађорђа Петровића (8 km), Орашац (26 km). Близина тих знаменитости у комбинацији са близином главног града Београда (80 km) и регионалног центра Крагујевца (45 km), отварају могућност за сеоски туризам, која није довољно искоришћена. У Наталинцима влада умерено-континентална клима

## Демографија
У насељу Наталинци живи 711 пунолетних становника, а просечна старост становништва износи 46,1 година (44,2 код мушкараца и 47,8 код жена). У насељу има 304 домаћинства, а просечан број чланова по домаћинству је 2,74.
Ово насеље је великим делом насељено Србима (према попису из 2002. године).
|  |

| Демографија | Демографија | Демографија |
| Година      | Становника  | Становника  |
| ----------- | ----------- | ----------- |
| 1948.       | 1.270       |             |
| 1953.       | 1.318       |             |
| 1961.       | 1.407       |             |
| 1971.       | 1.237       |             |
| 1981.       | 1.114       |             |
| 1991.       | 924         | 904         |
| 2002.       | 834         | 850         |
| 2011.       | 655         |             |
| 2022.       | 517         |             |

| Етнички састав према попису из 2002.‍ | Етнички састав према попису из 2002.‍ | Етнички састав према попису из 2002.‍ | Етнички састав према попису из 2002.‍ | Етнички састав према попису из 2002.‍ |
| ------------------------------------ | ------------------------------------ | ------------------------------------ | ------------------------------------ | ------------------------------------ |
|                                      |                                      |                                      |                                      |                                      |
| Срби                                 | Срби                                 |                                      | 801                                  | 96,04%                               |
| Роми                                 | Роми                                 |                                      | 13                                   | 1,55%                                |
| Мађари                               | Мађари                               |                                      | 2                                    | 0,23%                                |
| Црногорци                            | Црногорци                            |                                      | 1                                    | 0,11%                                |
| Хрвати                               | Хрвати                               |                                      | 1                                    | 0,11%                                |
| Бугари                               | Бугари                               |                                      | 1                                    | 0,11%                                |
| Југословени                          | Југословени                          |                                      | 1                                    | 0,11%                                |
| непознато                            | непознато                            |                                      | 12                                   | 1,43%                                |

| \| \| м \| \| \| ж \| \| ? \| 7 \| \| \| 4 \| \| 80+ \| 9 \| \| \| 20 \| \| 75—79 \| 17 \| \| \| 26 \| \| 70—74 \| 35 \| \| \| 45 \| \| 65—69 \| 27 \| \| \| 36 \| \| 60—64 \| 33 \| \| \| 28 \| \| 55—59 \| 25 \| \| \| 28 \| \| 50—54 \| 29 \| \| \| 29 \| \| 45—49 \| 31 \| \| \| 28 \| \| 40—44 \| 31 \| \| \| 29 \| \| 35—39 \| 24 \| \| \| 24 \| \| 30—34 \| 24 \| \| \| 17 \| \| 25—29 \| 27 \| \| \| 21 \| \| 20—24 \| 16 \| \| \| 26 \| \| 15—19 \| 20 \| \| \| 22 \| \| 10—14 \| 15 \| \| \| 11 \| \| 5—9 \| 17 \| \| \| 22 \| \| 0—4 \| 21 \| \| \| 10 \| \| Просек : \| 44,2 \| \| \| 47,8 \| |      |  |  |      |
| |      |  |  |      |
| | м    |  |  | ж    |
| ? | 7    |  |  | 4    |
| 80+ | 9    |  |  | 20   |
| 75—79 | 17   |  |  | 26   |
| 70—74 | 35   |  |  | 45   |
| 65—69 | 27   |  |  | 36   |
| 60—64 | 33   |  |  | 28   |
| 55—59 | 25   |  |  | 28   |
| 50—54 | 29   |  |  | 29   |
| 45—49 | 31   |  |  | 28   |
| 40—44 | 31   |  |  | 29   |
| 35—39 | 24   |  |  | 24   |
| 30—34 | 24   |  |  | 17   |
| 25—29 | 27   |  |  | 21   |
| 20—24 | 16   |  |  | 26   |
| 15—19 | 20   |  |  | 22   |
| 10—14 | 15   |  |  | 11   |
| 5—9 | 17   |  |  | 22   |
| 0—4 | 21   |  |  | 10   |
| Просек : | 44,2 |  |  | 47,8 |

| Година пописа     | 1948. | 1953. | 1961. | 1971. | 1981. | 1991. | 2002. |
| ----------------- | ----- | ----- | ----- | ----- | ----- | ----- | ----- |
| Број домаћинстава | 357   | 379   | 430   | 416   | 389   | 331   | 304   |

| Број чланова      | 1  | 2  | 3  | 4  | 5  | 6  | 7 | 8 | 9 | 10 и више | Просек |
| ----------------- | -- | -- | -- | -- | -- | -- | - | - | - | --------- | ------ |
| Број домаћинстава | 82 | 81 | 55 | 34 | 29 | 18 | 4 | 1 | 0 | 0         | 2,74   |

| Пол    | Укупно | Неожењен/Неудата | Ожењен/Удата | Удовац/Удовица | Разведен/Разведена | Непознато |
| ------ | ------ | ---------------- | ------------ | -------------- | ------------------ | --------- |
| Мушки  | 355    | 100              | 214          | 27             | 12                 | 2         |
| Женски | 383    | 67               | 216          | 78             | 20                 | 2         |
| УКУПНО | 738    | 167              | 430          | 105            | 32                 | 4         |

| Пол    | Укупно                    | Пољопривреда, лов и шумарство | Рибарство                            | Вађење руде и камена | Прерађивачка индустрија       |
| ------ | ------------------------- | ----------------------------- | ------------------------------------ | -------------------- | ----------------------------- |
| Мушки  | 159                       | 57                            | 0                                    | 1                    | 37                            |
| Женски | 90                        | 32                            | 0                                    | 0                    | 11                            |
| Укупно | 249                       | 89                            | 0                                    | 1                    | 48                            |
|        |                           |                               |                                      |                      |                               |
| Пол    | Производња и снабдевање   | Грађевинарство                | Трговина                             | Хотели и ресторани   | Саобраћај, складиштење и везе |
| Мушки  | 2                         | 5                             | 17                                   | 4                    | 6                             |
| Женски | 0                         | 0                             | 18                                   | 4                    | 1                             |
| Укупно | 2                         | 5                             | 35                                   | 8                    | 7                             |
|        |                           |                               |                                      |                      |                               |
| Пол    | Финансијско посредовање   | Некретнине                    | Државна управа и одбрана             | Образовање           | Здравствени и социјални рад   |
| Мушки  | 1                         | 0                             | 4                                    | 7                    | 1                             |
| Женски | 2                         | 1                             | 2                                    | 11                   | 5                             |
| Укупно | 3                         | 1                             | 6                                    | 18                   | 6                             |
|        |                           |                               |                                      |                      |                               |
| Пол    | Остале услужне активности | Приватна домаћинства          | Екстериторијалне организације и тела | Непознато            | Непознато                     |
| Мушки  | 2                         | 0                             | 0                                    | 15                   | 15                            |
| Женски | 0                         | 0                             | 0                                    | 3                    | 3                             |
| Укупно | 2                         | 0                             | 0                                    | 18                   | 18                            |

## Култура и образовање
У селу се налази Основна школа „Милан Благојевић“. Школа има истурена одељења у селима Шуме, Клока и Јунковац. Сеоска дешавања су концентрисана око верских празника, од којих је најбитнији сеоски вашар који се одржава 9. августа, на празник Светог Пантелејмона. На једном крају главне улице налази се спомен-парк, посвећен догађајима и личностима из Другог светског рата - Милану Благојевићу Шпанцу и непознатом официру Црвене армије погинулом у ослобађању места. На другом крају улице је споменик посвећен погинулим Наталинчанима у балканским ратовима и Првом светском рату. Сваког априла у Наталинцима се одржава међународна изложба паса CACIB. Село се поноси и једним од најстаријих фудбалских клубова у Србији — ФК Шумадинац, основаним 1913. године.

## Галерија
- Главна улица у Наталинцима
- Улаз у Наталинце из смера Паланке
- Пут за Шуме
- Поглед са моста на Јасеници
- Стара зграда школе